# جغرافيا الإعاقة

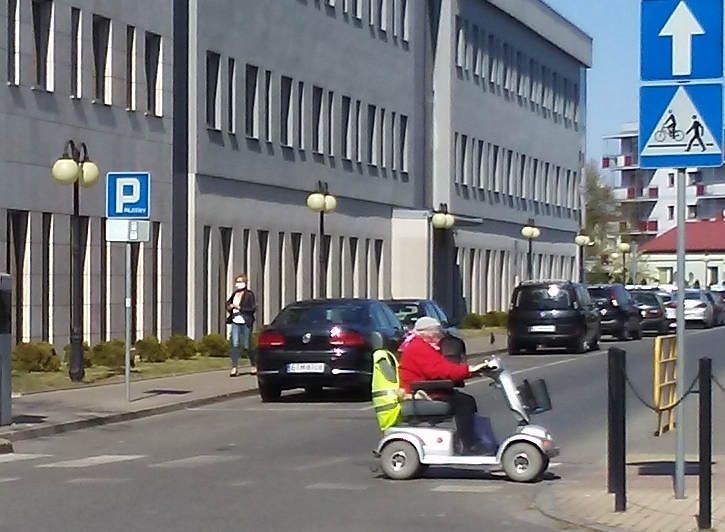
استخدام الموارد وتطوير البنية التحتية هما محور رئيسي للمجتمع. الأشخاص ذوي الإعاقة الجسدية أو العقلية أو التنموية تم استبعادهم تاريخياً من هذه العملية.

جغرافيا الإعاقة هي فرع متعدد التخصصات من الجغرافيا البشرية يدرس تجارب الأشخاص ذوي إعاقة ومدى تأثير الموقع الجغرافي على الإعاقة في مجتمع معين. قد تشمل مكونات الدراسات في التحليل الجغرافي البيئة، السياسة، الدعم العرضي والإضافي، وعلم الاجتماع الاقتصادي لمنطقة الدراسة. أصبحت هذه المجال ذو أهمية متزايدة مع زيادة وعي صانعي السياسات بحاجة ضمان الوصول المتساوي إلى موارد المجتمع لجميع الأفراد، بغض النظر عن تحديات التنقل.
وفقًا لمنظمة الصحة العالمية، يعيش حوالي 15 في المئة من سكان العالم مع نوع من الإعاقة؛ بينما يعاني من 2 إلى 4 في المئة من صعوبات كبيرة في الوظائف.  يشير تقرير منظمة الصحة العالمية إلى أن الفقر، استثمار الحكومة في الخدمات الطبية، والوصول الفردي إلى رعاية صحية يؤثر على معدلات الإعاقة في المناطق المتقدمة. كما يتم التفريق بين العجز والإعاقة.

## التاريخ
دارت الأبحاث المتعلقة بالإعاقة حول نموذج طبي للإعاقة، حيث كان يُفترض وجود "جسم قادر" للغالبية من السكان. وبموجب هذا التصنيف، كانت الإعاقات العقلية تعتبر استثناء؛ أحد الأمثلة على ذلك هو هستيريا. هذه النظرة قللت من أهمية "الشخص" في الرعاية، بدلاً من التشخيص أو الحالة (الحالات) التي قد يمتلكها الشخص.
في أواخر القرن العشرين، بدأ الجغرافيون وعلماء الاجتماع في تعديل فهمهم لمفهوم الإعاقة من وجهة نظر طبية إلى محدد اجتماعي مكاني. في عام 1972، تم تأسيس اتحاد المعاقين جسديًا ضد التمييز بواسطة الناشط في حقوق المعاقين بول هنت والكاتب والناشط الجنوب أفريقي فيك فينكلستاين في أعقاب نضالهما للحفاظ على استقلالهما كراشدين معتمدين على البرامج الاجتماعية لتوفير الخدمات الصحية الأساسية.

مع تزايد دعم الإعاقة وتحقيق انتصارات سياسية في عدد من الدول الصناعية في الثمانينيات والتسعينيات، تحولت المناقشات الاجتماعية والسياسية أيضًا إلى منظور أكثر تمحورًا حول الشخص فيما يتعلق بكيفية دعم الأشخاص ذوي الإعاقة في مجتمعاتهم. كما عكست روب إيمري وكلير إدواردز في ورقتهما البحثية لعام 2016 "جغرافيات الإعاقة: تأملات في تطور التخصص الفرعي"، 
"... منذ منتصف التسعينيات، ظهرت توسعة في التركيز الموضوعي لدراسات الفضاء والإعاقة، متجاوزة بعض التركيزات السابقة مثل الصحة، الاستعراف والسلوك، الرعاية الاجتماعية، التصميم والعمارة. على وجه الخصوص، أصبح دراسة الإعاقة ظاهرًا في معظم أجزاء الجغرافيا البشرية وليس مقتصرًا على جزء متخصص أو فرعي من التخصص." 
 سايمون ويليامز دعا إلى تعريف جديد للإعاقة في ورقة بحثية عام 1999، مُعتبرًا الإعاقة "خاصية ناشئة، تقع زمنيًا من خلال التفاعل بين الواقع البيولوجي للإعاقة الفسيولوجية، التكييف الهيكلي (أي التمكين/القيود) والتفاعل/التوسيع الاجتماعي الثقافي". مع الحركات الاجتماعية والسياسية الناشئة مثل الموجة النسوية الثالثة وعدالة بيئية في العقود الأولى من القرن الواحد والعشرين، بدأ الجغرافيون في دراسة الإعاقة لفحص العلاقة بين الإعاقة ووظائف الحالة الاجتماعية والاقتصادية (نظرًا لتفشي العنصرة للفقر في العديد من الدول الغربية) والتشخيصات الجسدية والعقلية والتطويرية في المناطق التي تعاني من تلوث هواء أو مياه شديد، أو نقص في الوصول إلى الغذاء والسكن.

## نماذج الإعاقة
يعتبر النموذج الطبي للإعاقة الإعاقة مشكلة جسدية: عدم قدرة الشخص المعاق على أداء أنشطة الحياة اليومية مثل الشخص غير المعاق. يركز هذا النموذج على تخفيف الإزعاج وتحسين التجربة اليومية للأشخاص ذوي الإعاقة، مثل تكنولوجيا مساعدة المتقدمة أو أدوات المساعدة على التنقل مثل كرسي متحرك للأشخاص ذوي الإعاقة الذين يعيشون بشكل مستقل.

يستحضر النموذج الاجتماعي للإعاقة إدماج اجتماعي من خلال توضيح الصعوبات التي يواجهها الأشخاص ذوو الإعاقة بسبب اختلافات في وظائفهم الجسدية أو العقلية. يشجع هذا النموذج الهيكل الاجتماعي والثقافي السائد على التكيف مع الأفراد ذوي الإعاقة من خلال توفير بنية تحتية مساعدة أفضل وتحسين المواقف الاجتماعية تجاههم. من المرجح أن يواجه الأطفال والمراهقون الذين يعانون من صعوبات تعلم التمييز، مثل الرفض من قبل المدارس التقليدية. الشباب الذين تتراوح أعمارهم بين 15 و 24 عامًا والذين لديهم احتياجات صحية خاصة هم أكثر عرضة للتمييز بعشر مرات مقارنة بالبالغين المعاقين الذين تزيد أعمارهم عن 65 عامًا. وصف روب إيمري وكلير إدواردز كيف تُستخدم منهجية البحث الجغرافي في البحث الاجتماعي حول الأشخاص ذوي الإعاقة:
 "هال وكيرنز (2001: 243)، على سبيل المثال، يلاحظان أن الأساليب البحثية "التقليدية"، مثل الاستبيانات والمقابلات، "قد تفشل في تمثيل حياة الأشخاص ذوي الإعاقة الفكرية" (انظر أيضًا Hall، 2004). وبالمثل، تظهر دراسة لكيتشين (2000) حول آراء الأشخاص ذوي الإعاقة بشأن البحث الاجتماعي أن معظمهم لا يفضلون استخدام الأساليب التي تفشل في التقاط تعقيدات الإعاقة. تشمل هذه الأساليب الأسئلة المقررة مسبقًا التي تجمع البحث الكمي والإحصائيات. وتشير هذه الملاحظات إلى أن استخدام طرق نوعية أو تفسيرية معينة هو الطريقة المفضلة لمنح صوت لتجارب الأشخاص ذوي الإعاقة وفتح المجال للممارسات البحثية الشاملة. في هذا الصدد، بعض التطورات المنهجية المهمة في البحث الجغرافي تسعى إلى التعبير عن الطرق المختلفة التي يعرف بها الأشخاص ذوو الإعاقة العالم ويختبرونه." 

## الوضع الاجتماعي والاقتصادي والإعاقة
منطق اضطهاد الإعاقة يرتبط ارتباطًا وثيقًا بمجموعات أخرى. فهو يرتبط بالاحتياجات السياسية الاقتصادية و نظم المعتقدات التي تدعم الهيمنة.

### الدخل
نظرًا للتنوع الكبير في احتياجات الرعاية الصحية، يمكن للعديد من الأشخاص ذوي الإعاقة العمل بدوام جزئي أو كامل مع الدعم الكافي؛ أولئك الذين تمنعهم احتياجاتهم من الحصول على عمل مربح يجب أن يعتمدوا على برامج الرعاية الصحية الاجتماعية. الحكومات نيوليبرالية حاولت الحد من نمو برامج الاستحقاقات، مع التصور الشائع بأن المستفيدين قد "غشوا النظام". أظهرت بيانات من مقدمي الطلبات إلى إدارة الضمان الاجتماعي خلال السبعينيات والثمانينيات أنه من بين أولئك الذين تم رفض تغطيتهم من قبل البرنامج، عاد أقل من نصفهم إلى العمل.
يعترف المتخصصون في الصحة العامة بالحاجة إلى البرامج الداعمة، لكن قد يتم تحفيزهم من قبل الإدارة الحكومية أو المجالس التشريعية المحلية لتقليص التكاليف عن طريق تقليص الخدمات. يساعد الضمان الاجتماعي في الولايات المتحدة أكثر من 20 مليون مشارك في البرنامج على البقاء فوق خط الفقر، مع كون معظم المشاركين في البرنامج ضمن 150% من خط الفقر. على الرغم من أن متوسط الدخل السنوي للعاملين بدوام كامل في الولايات المتحدة قد نما ليصل إلى أكثر من 56,000 دولار أمريكي، فإن متوسط المنافع السنوية التي يتلقاها المشاركون في الضمان الاجتماعي هو أقل من 30,000 دولار أمريكي. على غرار الفوارق المالية في سوق العمل والفجوات في الأجور حسب العرق والجنس والعمر، يعتمد أقل من خمس الأمريكيين البيض على الضمان الاجتماعي كدخل رئيسي لهم؛ في حين يعتمد أكثر من 40% من الأمريكيين اللاتينيين وثلث الأمريكيين من أصل أفريقي على الضمان الاجتماعي.

### المخاطر
المناطق التي تتمتع بثروة مادية كبيرة وواسعة الانتشار ستشهد مستوى عالٍ من التنمية إذا سمح لهذه الثروة بالبقاء في المجتمع. بينما تفتقر المناطق الحضرية الفقيرة إلى الموارد لمكافحة التلوث غير القانوني، والممارسات السكنية غير العادلة، والسياسات المجتمعية الضارة الأخرى التي قد تؤثر عليها بشكل غير متناسب.
خلال أوائل العقد الأول من القرن 21، بدأت البيانات الطولية حول حدوث الأمراض غير المعدية تشير إلى التفاعل بين مكان الإقامة وخطر الإصابة باحتياجات صحية خاصة أو إعاقات لاحقًا في الحياة. أظهرت الأحياء في الولايات المتحدة التي تأثرت بشكل كبير بـالخط الأحمر معدلات أعلى من الربو عند الأطفال، ومستويات الرصاص، والسمنة. يعيش ستين بالمئة من الأمريكيين اللاتينيين، وخمسون بالمئة من الأمريكيين من أصل أفريقي، وثلاثة وثلاثون بالمئة من الأمريكيين البيض في مناطق لا تلتزم بمعايير جودة الهواء الفيدرالية في اثنين أو أكثر من المجالات.

#### بيانات الصحة العامة
أظهر بحث أجرته المعهد الأسترالي للصحة والرعاية الاجتماعية وجود ارتباط إيجابي قوي بين السكن في المناطق ذات الحرمان الاقتصادي المرتفع واحتمالية الإصابة بإعاقة خفيفة أو شديدة. ويُلاحظ هذا الارتباط أيضًا في الولايات المتحدة. وفقًا للتقرير السنوي لإحصائيات الإعاقة في البلاد، فإن توزيع الأشخاص ذوي الإعاقة الذين تتراوح أعمارهم بين 18 و64 عامًا يتركز في جنوب شرق الولايات المتحدة، بما في ذلك جورجيا، تينيسي، لويزيانا وأركنساس. وتدعم هذه المنطقة – وهي من أكثر المناطق حرمانًا اقتصاديًا في الولايات المتحدة – النظرية القائلة بأن انخفاض الوضع الاجتماعي والاقتصادي يزيد من خطر الإصابة بالإعاقة. ومن الأمثلة الأخرى ممفيس، وهي مدينة تبلغ فيها نسبة الفقر 26.2٪ وتُعد من أكثر المدن كثافةً من حيث عدد السكان ذوي الإعاقة؛ حيث تشير التقارير إلى أن ما بين 12.6٪ و17.8٪ من السكان العاملين (الذين تتراوح أعمارهم بين 18 و64 عامًا) يعيشون مع نوع من أنواع الإعاقة. وتشير الأرقام إلى أن الإناث أكثر عرضةً للإعاقة من الذكور، بغض النظر عن العمر. ووفقًا لـيوروستات، كانت النساء الأوروبيات في عام 2011 أكثر عرضة بنسبة ثلاثة بالمئة لمشاكل صحية مزمنة وصعوبات في أداء الأنشطة اليومية مقارنةً بالرجال.

### صعوبات في الحصول على التشخيص
بالنسبة للعديد من الأطفال والبالغين، يعد الحصول على الرعاية الكافية لتشخيص الإعاقة أحد العوائق الرئيسية للوصول إلى الخدمات الداعمة لاحتياجاتهم الصحية. في الولايات المتحدة، حددت مكتب القوى العاملة الصحية مناطق نقص مقدمي الرعاية الصحية: وهي المناطق التي تحتاج إلى مزيد من مقدمي الرعاية الصحية المرخصين في مجالات الرعاية الأولية، وطب الأسنان، أو الرعاية الصحية النفسية لدعم سكانها.
تحتاج هاريس، التي تشمل هيوستن الكبرى، إلى 75 طبيبًا نفسيًا إضافيًا لتلبية الحد الأدنى المطلوب من نسبة مقدمي الرعاية إلى المرضى المحتاجين. دون الوصول إلى مقدم للرعاية من أجل التشخيص، قد لا يتمكن المرضى من تقديم الوثائق المطلوبة للوكالات الحكومية الفيدرالية أو المحلية التي تتحكم في برامج الرفاهية الاجتماعية مثل ميديكيد وتأمين الإعاقة في الضمان الاجتماعي. في أستراليا، يُعرف هذا بمناطق نقص القوى العاملة. وفقًا لبيانات عام 2021، هناك ما يقرب من 300 منطقة في أستراليا بها عدد أقل من المعدل الوطني للأطباء النفسيين (4.6 لكل 100,000 نسمة). في المملكة المتحدة، أظهرت دراسة أجرتها الكلية الملكية للأطباء النفسيين في عام 2021 أنه كان هناك حوالي 4500 طبيب نفسي بدوام كامل لدعم سكان البلاد الذين يبلغ عددهم 56.5 مليون نسمة. تعترف كندا بنقص في القوى العاملة الصحية، لكنها لم تنشر بيانات محددة عن أعداد مقدمي الرعاية. وفقًا للبيانات التي تم جمعها من 2017 إلى 2021، هناك أكثر من 3000 علم أمراض النطق واللغة في أونتاريو (23.5 لكل 100,000 نسمة)، ولكن هناك 423 فقط في ساسكاتشوان (35.9 لكل 100,000 نسمة).
لقد أبرز نشطاء حقوق الإعاقة والنشطاء العماليّون عدة أسباب لهذا النقص في القوى العاملة. من أبرزها تكلفة التعليم (حيث تتطلب العديد من المجالات السريرية التعليم والتدريب بعد التخرج) وتكلفة الفرصة البديلة للحصول على درجة متقدمة عندما يكون التوجه إلى مجال آخر (أو صناعة خاصة) أكثر ربحية على المدى الطويل.

### السياسات البيئية للإعاقة
يُعدّ أصل الشخص ذي الإعاقة وبيئته المعيشية، بما في ذلك القدرة على التنقل، وسهولة الوصول، والمساحة، وظروف السكن، من العوامل التي تحدد وتؤثر في تجربته اليومية واضطراباته الجسدية والنفسية.

#### القدرة والمساحة
أبرز الباحثون الحاجة إلى فهم أعمق للعلاقة بين القدرة والوصول إلى المساحات العامة والخاصة. في ورقتهم البحثية لعام 2014، "الإعاقة ودولوز: استكشاف التحول والتجسيد في بيئات الأطفال اليومية"، كتب ستيفنز وروديك أنه لا يجب اعتبار أي من المساحتين داعمة أو غير داعمة بشكل مطلق؛ كل مساحة قد يوجد فيها الطفل (ومن ثم البالغ) ستختلف في الدعم والخدمات.
نظرًا للطيف الواسع من القدرات الجسدية والعاطفية والاجتماعية، بدأ مخططو المدن والمهندسون المدنيون في تغيير ممارسات التصميم للمساحات العامة لتشمل المزيد من ملاحظات أصحاب المصلحة من الأشخاص المتأثرين أو دعوة للمناقشة نيابة عنهم. على سبيل المثال، قد يكون شخص بالغ يعاني من شلل دماغي غير قادر على التحدث ويعتمد على الكرسي المتحرك للتنقل؛ يمكن للمقدمي الرعاية، الأسرة، والأصدقاء تقديم ملاحظات حول المشاريع الخاصة والعامة لتوفير أفضل حلول لاستيعابهم.
في السنوات الأخيرة، حقق الجغرافيون تقدمًا كبيرًا نحو فهم الجغرافيا المكانية للإعاقة. وقد عرضت هذه الأبحاث الإعاقة كخصيصة سكانية تؤدي حتمًا إلى التهميش والاستبعاد المكاني من الساحات والمجالات الاجتماعية الطبيعية في البيئة المبنية. وادعى الجغرافيون أنه من خلال الأبحاث في جغرافيا الإعاقة، ربطوا سبب الإعاقة من حيث البيئة الاجتماعية والمكانية وساعدوا في تعزيز الحلول الأكثر استيعابًا التي "توفر الوصول إلى المواقع والنطاق الكامل للحياة داخل المجتمع مع مراعاة درجات وأنواع مختلفة من الإعاقة."— ألينا زاجاداش، "إسهام جغرافيا الإعاقة في تطوير 'السياحة الميسّرة'"

#### سياحة ميسرة
السياحة الميسرة تستمد من جغرافيا الإعاقة. وهي تسعى إلى حق الأفراد ذوي الإعاقة في المشاركة في سياحة وتروّج لأفضل ممارسات الوصول من خلال إشراك ممثلين من قطاع السياحة الدولي، والأشخاص ذوي الإعاقة، والأطراف غير الحكومية. سياحة ميسرة، التي تهدف إلى تعزيز "السياحة بدون حواجز"، لديها منشور من منظمة السياحة العالمية. كما نشرت المنظمة الدولية للسياحة العديد من المعلومات، بما في ذلك الأدلة والتوصيات حول السياحة الميسرة. تم إنشاء النموذج الجغرافي للإعاقة أثناء البحث في جغرافيا الإعاقة.

## جغرافيا جرائم الكراهية ضد الإعاقة
تميل المناطق المخصصة للأشخاص ذوي الإعاقة إلى جذب العنف بسبب معرفة المارة أن الأفراد ذوي الإعاقة سيكونون موجودين في هذه المساحات المحددة. يواجه الأشخاص ذوو الإعاقة مجموعة واسعة من التحرش في بيئات مختلفة،
"التحرش، السباب وأحيانًا العنف في الشوارع، في مناطق التسوق والحدائق، وفي الأحياء المحلية؛ التحرش بالقرب من المنازل، التدمير للمنازل، المنحدرات، الحدائق، والسيارات المعدلة؛ الصراخ عليهم والتعرض لهم بسبب استخدام أماكن الوقوف الخاصة بذوي الإعاقة في مراكز التسوق واحتلال أماكن الكراسي المتحركة في وسائل النقل العامة؛ الإساءة اللفظية والدفع من أمامهم في المحلات التجارية، المقاهي، والحانات؛ الإساءة في الفضاءات الإلكترونية؛ التعرض للسخرية خارج مراكز الرعاية؛ والإساءة والعنف والاستغلال في الرعاية المؤسسية، مراكز النهار ومنازل الأفراد"
تم إجراء استطلاع حيث سُئل الأفراد الذين تعرضوا لجرائم كراهية عن الأماكن التي تحدث فيها الأشياء السيئة،
"في ميدواي، كنت (جنوب شرق إنجلترا)، وصف الأشخاص ذوو الإعاقة العقلية الأماكن التالية بأنها "أين تحدث الأشياء السيئة": المدرسة، الكلية أو مركز النهار (43%)؛ في الشارع أثناء سيرهم (35%)؛ في وحول منزلهم (28%)؛ في حيهم (28%)؛ وعلى وسائل النقل العامة (25%)"
أظهرت دراسة أخرى أجراها مكليمينز وآخرون في 2014 أن الأشخاص الذين يعانون من إعاقات تعليمية لديهم مخاوف بشأن سلامتهم الشخصية والتي شكلت الطريقة التي استخدموا بها مركز مدينة شيفيلد،
"وبالمثل، وجدت دراسة أجراها مكليمينز وآخرون (2014) أن المخاوف بشأن السلامة الشخصية شكلت استخدام الأشخاص ذوي الإعاقة التعليمية لمركز مدينة شيفيلد: بعض الأماكن (مثل بالقرب من مأوى للمشردين)، بعض الأشخاص (مثل أولئك الذين يتسولون المال) وأوقات معينة (مثل بعد الظلام) جعلت الأشخاص يشعرون بالخوف. كما في حالة مستجيبي بين (1997)، لم يُذكر أحد بأنه كان ضحية جريمة. لكن مخاوفهم كانت "حقيقية بما فيه الكفاية" و"يميلون إلى تجنب بعض الأماكن والمواقف" (مكليمينز وآخرون، 2014، ص. 17). ويخلص بين إلى أن الخوف من الجريمة هو "تمديد للتمييز وفي بعض الحالات، التحرش الذي قد يواجهه الأشخاص ذوو الإعاقة عند استخدامهم المساحات الحضرية في حياتهم اليومية" (1997، ص. 241). على هذا النحو، فإن الخوف من الجريمة له تأثير أكبر على حياة العديد من الأشخاص أكثر من الحوادث الاستثنائية للعنف"
"كما يجادل هول وويلتون، فإن مواقف وقوف السيارات الخاصة بذوي الإعاقة، ومساحات الكراسي المتحركة في وسائل النقل العامة، وغيرها من "المساحات المخصصة" لذوي الإعاقة ليست بالضرورة مساحات شمولية. إن التفاعلات بين أولئك الذين يستخدمونها هي التي تجعلها كما هي – إذا كانت طبيعة اللقاءات داخلها سلبية بشكل شائع، كما في المثال المذكور أعلاه، يمكن أن تصبح هذه المساحات استبعادية."
نظرًا للاعتقاد السائد لدى الأشخاص ذوي الإعاقة بأن جريمة الكراهية التي يتعرضون لها لن تؤخذ على محمل الجد من قبل الشرطة والآخرين، فإنهم يترددون في الإبلاغ عنها. هناك إمكانيات لإعادة تشكيل الطريقة التي يتم التعامل بها مع جرائم الكراهية ضد الإعاقة والنظر إليها،
"إعادة تشكيل الطرق التي تفسر بها الشرطة والسلطات المحلية جرائم الكراهية وتعاملها معها، من التركيز الحالي على زيادة الإبلاغ عن الحوادث والملاحقات القضائية إلى استراتيجيات الوقاية، لتحديد التدخل في المساحات والعلاقات التي من المحتمل أن تظهر فيها العداوة. ومن الناحية الإيجابية، يمكن أن يظهر منظور علاقاتي إمكانيات خلق اتصالات وتحالفات إيجابية، ومساحات، بين الأشخاص ذوي الإعاقة وغير ذوي الإعاقة لتقليل احتمالية وقوع جرائم الكراهية ضد الإعاقة."

## التمييز في القانون والسياسات
خلال التحول إلى الفضاءات الافتراضية للعمل والتعليم أثناء الطوارئ الصحية العامة بسبب مرض فيروس كورونا 2019 في أوائل عام 2020، أشار عدد من المدافعين عن حقوق ذوي الإعاقة إلى أن العديد من العاملين ذوي الإعاقة تم حرمانهم من تكنولوجيا العمل عن بُعد حيث استشهدت الشركات بتقليص التكاليف. وقد تبنت العديد من الدول سياسات لمعالجة التمييز ضد الأشخاص ذوي الإعاقة. وفقًا لتقرير من منظمة الصحة العالمية حول الحواجز التي يواجهها ذوو الإعاقة،
المعتقدات والتحاملات تشكل حواجز أمام التعليم، والعمل، والرعاية الصحية، والمشاركة الاجتماعية. على سبيل المثال، تؤثر مواقف المعلمين، ومديري المدارس، والأطفال الآخرين، وحتى أفراد الأسرة على إدماج الأطفال ذوي الإعاقة في المدارس العادية. وتحد المفاهيم الخاطئة من أصحاب العمل حول أن الأشخاص ذوي الإعاقة أقل إنتاجية من نظرائهم غير المعاقين، والجهل بالتعديلات المتاحة لترتيبات العمل من فرص العمل.
 في أستراليا، يحظر قانون التمييز ضد الإعاقة لعام 1992 التمييز المباشر أو غير المباشر ضد الشخص الذي يعاني من إعاقة مؤقتة أو دائمة أو مهددة بالإعاقة في العمل، والتعليم، والوصول إلى الخدمات والأماكن العامة، وشراء المساكن.